# Tanumskilens naturreservat

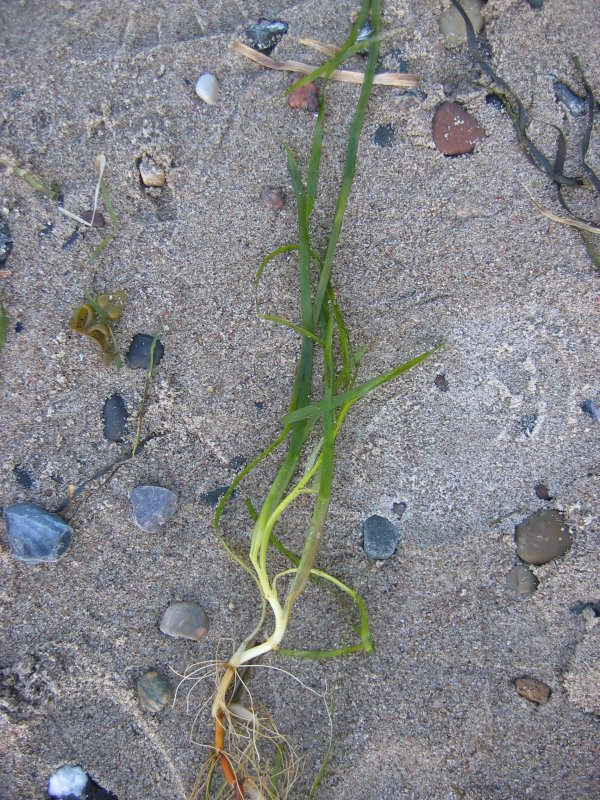
Bandtång

Tanumskilen är ett naturreservat i Tanums socken i Tanums kommun i Bohuslän.
Området är skyddat sedan 1969 och omfattar 49 hektar. Det är beläget norr om Tanumshede och består av den inre delen av Tanumskilen. 
Den består av en grund havsvik med sanka, betade strandängar. I söder finns en brant lövskogsbevuxen bergssluttning. 
Undervattensvegetation med bland annat bandtång och olika natingarter gör att området är viktigt för vadare och sjöfågel. Där förekommer gräsand, kricka, knölsvan, sångsvan, bläsand, knipa, ejder och häger. 
Under tiden 15.3-1.7 är det inte utan särskilt tillstånd tillåtet att beträda eller vistas inom området.
Det ingår i EU:s ekologiska nätverk av skyddade områden, Natura 2000 och förvaltas av Västkuststiftelsen.